# Ричфілд (округ Вашингтон, Вісконсин)
Ричфілд (англ. Richfield) — селище (англ. village) в США, в окрузі Вашингтон штату Вісконсин. Населення — 11 739 осіб (2020).

## Географія
Ричфілд розташований за координатами 43°14′22″ пн. ш. 88°14′2″ зх. д. / 43.23944° пн. ш. 88.23389° зх. д. (43.239390, -88.234017).  За даними Бюро перепису населення США в 2010 році селище мало площу 94,42 км², з яких 93,00 км² — суходіл та 1,41 км² — водойми.

## Демографія
Згідно з переписом 2010 року, у селищі мешкало 11 300 осіб у 4170 домогосподарствах у складі 3465 родин. Густота населення становила 120 осіб/км².  Було 4338 помешкань (46/км²).
Расовий склад населення:
| - 96,9 % — білих - 1,1 % — азіатів - 0,8 % — чорних або афроамериканців - 0,3 % — корінних американців |

До двох чи більше рас належало 0,5 %. Частка іспаномовних становила 1,4 % від усіх жителів.
За віковим діапазоном населення розподілялося таким чином: 23,9 % — особи молодші 18 років, 63,6 % — особи у віці 18—64 років, 12,5 % — особи у віці 65 років та старші. Медіана віку мешканця становила 45,0 року. На 100 осіб жіночої статі у селищі припадало 104,5 чоловіків;  на 100 жінок у віці від 18 років та старших — 103,6 чоловіків також старших 18 років.
Середній дохід на одне домашнє господарство  становив 113 206 доларів США (медіана — 93 919), а середній дохід на одну сім'ю — 122 349 доларів (медіана — 103 200). Медіана доходів становила 69 158 доларів для чоловіків та 54 315 доларів для жінок. За межею бідності перебувало 2,8 % осіб, у тому числі 2,7 % дітей у віці до 18 років та 4,5 % осіб у віці 65 років та старших.
Цивільне працевлаштоване населення становило 6456 осіб. Основні галузі зайнятості: виробництво — 22,6 %, освіта, охорона здоров'я та соціальна допомога — 22,1 %, фінанси, страхування та нерухомість — 9,8 %, роздрібна торгівля — 8,9 %.